# Josef Wagner (cyclisme)
Pour les articles homonymes, voir Josef Wagner et Wagner.
Josef Wagner, né le 24 avril 1916 à Zurich et mort le 25 septembre 2003 à Bad Ragaz, est un ancien coureur cycliste suisse.

## Biographie
Professionnel de 1939 à 1947, Josef Wagner a notamment remporté la médaille d'argent du championnat du monde amateurs de 1938 et le Tour de Suisse en 1941.

## Palmarès
- 1938
  -  Médaillé d'argent du championnat du monde sur route amateurs
  - 3e du championnat de Suisse sur route amateurs
- 1940
  - 2e de Berne-Genève
- 1941
  - Classement général du Tour de Suisse
- 1943
  - 2e du Tour du lac Léman
- 1944
  - 2e du championnat de Suisse sur route
  - 2e du Tour des Quatre Cantons
  - 3e d'À travers Lausanne
- 1945
  - 2e du championnat de Suisse sur route
- 1946
  - 3eb étape du Tour de Suisse
  - 2e du Tour de Suisse

## Résultat sur le Tour de France
1 participation
- 1939 : 30e